# Miss Robinson Crusoe
Miss Robinson Crusoe er en amerikansk stumfilm fra 1917 af Christy Cabanne.

## Medvirkende
- Emmy Wehlen som Pamela Sayre.
- Walter Miller som Bertie Holden.
- Harold Entwistle som Charles Van Gordon.
- Sue Balfour som Tante Agatha.
- Margaret Seddon som Tante Eloise.